# Carlo Buttafochi
Carlo Buttafochi (Poggio Rusco, 3 novembre 1882 – Mantova, 4 settembre 1962) è stato un avvocato e politico italiano.

## Biografia
Carlo Buttafochi, gia presidente de la Gazzetta di Mantova, aderì al Partito Nazionale Fascista nel 1921 e l'11 giugno del stesso anno fu eletto per la prima volta deputato al Parlamento, dove rimarrà per le legislature XXVI, XXVII, XXVIII, XXIX, XXX. Inoltre, fu vicepresidente della Camera dei deputati nelle legislature XXVIII, XXIX, XXX.